# Rock Antenne
Rock Antenne, das Digitalradio, ist ein privates Radioprogramm des Hörfunkunternehmens Antenne Bayern aus Ismaning. Dabei hat die Antenne Bayern GmbH & Co. KG eine 81,5-prozentige und die NWZ Funk und Fernsehen GmbH & Co. KG eine 18,5-prozentige Beteiligung der Rock Antenne GmbH & Co. KG. Bereits seit 2018 ist Rock Antenne Österreich über DAB+ in Wien und seit Mitte 2019 auch landesweit empfangbar. Seit 5. Dezember 2022 sendet Rock Antenne Österreich mit eigenem Standort österreichweit über DAB+ und im Großraum Wien mit der UKW-Frequenz 104,6 MHz. Zusätzlich gibt es Rock Antenne Hamburg mit einem eigenständigen Programm.

## Programm
Rock Antenne spielt schwerpunktmäßig Musik der Bereiche Classic Rock, Hard Rock und Alternative Rock. Der Sender ist dem AOR-Format zuzuordnen und spricht als Zielgruppe die 25- bis 49-Jährigen an.
Rock Antenne sendet zu jeder vollen Stunde Nachrichten und Wetter für Deutschland und die Welt – die Nachrichten für Österreich sind speziell auf das Sendegebiet angepasst.
Seit dem 2. Dezember 2009 bietet Rock Antenne neben dem Radioprogramm eine ständig wachsende Zahl an Themenstreams an:
- Alternative Stream
- Bluesrock
- Classic Perlen Stream
- Cover Songs Stream
- Deutsch Rock Stream
- Hair Metal Stream
- Heavy Metal Stream
- Home Stars
- Live Rock
- Melodic Rock
- Modern Rock
- Munich City Nights[5]
- Punk Rock Stream
- Rock ’n’ Roll Stream
- Soft Rock Stream
- Symphonic Rock
- Xmas Rock
- Young Stars Stream
- 70er Rock
- 80er Rock
- 90er Rock

Alle Angebote sind über die gängigen Empfangswege verfügbar.
Der Sender führt jedes Jahr eine Reihe von Veranstaltungen wie die Schneetour, die Motorradtour und diverse Radiokonzerte durch.

## Sendungen und Moderatoren
- Die Frühschicht (Montag bis Freitag von 5 bis 10 Uhr) Barny Barnsteiner
- Rock im Job (Montag bis Freitag 10 bis 13 Uhr)  Andrea Weber, Yvonne-Christin Holzwart, Julie Radford
- Der Homerun (Montag bis Freitag 15 bis 20 Uhr)  Alex Wangler
- Abend Specials (abends ab 20 Uhr)  Der Metal Monday, Classic Perlen am Dienstag mit Frank Stängle, Die Neueinsteiger Show am Mittwoch mit Julie Radford,  Best of Ballads am Donnerstag mit Andrea Weber
- Die Weekendshow (von 8 bis 13 Uhr) Steffie Schwarz, Yvonne-Christin Holzwart, David Loebe
- Samstagssound (von 13 bis 18 Uhr) Frank Stängle, Armand Presser
- Der Sound of Sonday (von 12 bis 18 Uhr) Yvonne-Christin Holzwart
- Tuff Stuff – die Heavy Metal Kult-Show (Samstag 23 bis 1 Uhr)  Thomas Moser 
Weitere Shows:
- Der Rock Antenne Radiobrunch mit Doro Pesch (immer am ersten Sonntag im Monat von 10 bis 12 Uhr)
- Die Rockstar-Radioshow mit Alex Wesselsky von Eisbrecher (immer am dritten Sonntag im Monat von 10 bis 12 Uhr)
- Die Sonntags-Soundtracks mit Henning Wehland (am vierten Sonntag im Monat von 10 bis 12 Uhr)[8]
- Rockcast 114, die Rock Antenne Late Night Show mit Nils und Dubi von Serum 114 (mittwochs 0 bis 1 Uhr)

## Geschichte

Altes Logo bis 2017

Zum Sendestart im April 1995 wurde das Programm in Bayern nur über das Digitalradio DAB verbreitet. Doch auch im Vorjahr war der Sender bei ersten Tests im Rahmen des DAB-Pilotprojekts dabei. Am 18. Oktober 1999 ging der Sender in den Regelbetrieb über. Erst später wurde der Empfang per Satellit ermöglicht. Seit April 2000 ist Rock Antenne in großen Teilen Bayerns per Kabel und seit dem 1. April 2002 (offiziell am 2. April 2002) im Großraum Augsburg auf der UKW-Frequenz 87,9 MHz zu empfangen, nachdem diese Frequenz des Augsburger Lokalsenders Radio Kö 87,9 aufgrund Einstellung des Sendebetriebs wegen Unwirtschaftlichkeit frei wurde. Am 21. Januar 2011 beteiligt sich Rock Antenne mehrheitlich an Radio Hitwelle – aus den fünf Senderstandorten nördlich und östlich von München entstehen die Sender Rock Antenne Erding, Freising, Ebersberg, Moosinning und Isen. Ab 1. August 2017 wurde der Rock Antenne in Baden-Württemberg eine Kapazität im landesweiten DAB-Block 11B der Digital Radio Südwest zugesprochen, aufgeschaltet wurde der Sender dann am 1. Dezember 2017. Zudem erhielt die Rock Antenne in München ab 1. September 2017 die ehemals von M94,5 genutzte UKW-Frequenz 94,5 MHz als Stützfrequenz. Die Beteiligung an den Senderstandorten nördlich und östlich von München wurden an Amperwelle (Top FM) verkauft.
Im Dezember 2017 übernahm Rock Antenne 49 % der Anteile an dem Hamburger Radiosender Alsterradio. Der Sendebetrieb von Alsterradio wurde am 1. April 2018 eingestellt. Ab dem 9. April 2018 hat Rock Antenne Hamburg den Sendeplatz von Alsterradio übernommen.
Seit Juli 2018 ist das Programm auch in Hessen über DAB+ zu empfangen. In Österreich wurde zeitgleich mit Rock Antenne Österreich ein eigenes DAB-Programm auf den Weg gebracht und wird seit 28. Mai 2019 landesweit im Bundesmux I übertragen.
Etwa einen Monat später folgten Berlin und Brandenburg mit neuen DAB+ Kanälen.
Mit der Zuteilung neuer UKW-Frequenzen in Hessen ist Rock Antenne ab Mitte 2019 auch an den Standorten Gießen, Kassel, Marburg und Wetzlar empfangbar.
Seit dem 5. Oktober 2020 ist das Programm von ROCK ANTENNE auch deutschlandweit über DAB+ empfangbar.
298.000 Personen hören laut Media-Analyse Audio 2022 I den Sender pro durchschnittlicher Stunde (6:00 bis 18:00 Uhr, Montag – Freitag). Die Tagesreichweite (Montag – Freitag) liegt bei 343.000 Personen.
Zum 1. Februar 2021 wurde die Rock Antenne im DAB+-Landesmux von Baden-Württemberg auf Kanal 11B durch anna.FM ersetzt.

## Technische Projekte
Der Sender beteiligte sich an einem Pilotprojekt für Digital Multimedia Broadcasting im Raum Regensburg. Dabei wurde ein Radioprogramm gesendet, das sich von der Musikauswahl jünger gestaltet als das Programm von Rock Antenne. Zusätzlich gab es einen Livestream mit Zusatzinformationen oder Musik-Clips. Das Pilotprojekt konnte auf eigens dafür verteilten Handys im Großraum Regensburg empfangen werden. Es handelte sich um 200 Endgeräte.

## Rock Antenne Hamburg
Im Dezember 2017 übernahm die Rock Antenne GmbH & Co. KG 49 % der Anteile an Alsterradio und im Zuge dessen alle Frequenzen, Sendeplätze und Web-Angebote sowie einen Teil der Alsterradio-Belegschaft.
Am 9. April 2018 um 5:00 Uhr startete der Ableger Rock Antenne Hamburg offiziell den Sendebetrieb als Nachfolgesender von Alsterradio. Alsterradio stellte seinen Live-Sendebetrieb bereits am 1. April 2018 ein. Im Vorfeld der Übernahme wurden Musik und Aktionen von Alsterradio an das Programm von Rock Antenne angepasst, seit dem 1. April 2018 wurde dann das Programm von Rock Antenne ohne Moderationen und mit gekürzten Nachrichten und Ankündigungen zum Sendestart von Rock Antenne Hamburg gesendet. Von der Übernahme erhofft man sich ein Ansteigen der Quoten, nachdem Alsterradio seit 2014 aufgrund vieler Profil- und Personalwechsel massiv Hörer verloren hat.

## Rock Antenne Österreich
Rock Antenne Österreich ist ein privater Rocksender für Österreich und Teil des deutschen Rock-Antenne-Netzwerks. Dabei hat die Rock Antenne GmbH & Co. KG eine 75-prozentige, die Telefon & Buch Verlagsgesellschaft mbH eine 20-prozentige und die DBV Beteiligungs GmbH & Co. KG eine 5-prozentige Beteiligung an dem Hörfunkunternehmen.
Bereits seit 2018 ist Rock Antenne Österreich über DAB+ in Wien und seit Mitte 2019 österreichweit empfangbar. Seit 5. Dezember 2022 sendet Rock Antenne Österreich mit eigenem Standort österreichweit über DAB+ und im Großraum Wien mit der UKW-Frequenz 104,6 MHz.